# Aristòcrates (general)
Aristòcrates (en llatí Aristocrates, en grec antic Άριστοκράτης) fou un general de Rodes en actiu l'any 154 aC.
Va dirigir la guerra que l'illa de Rodes, aquell any va lliurar contra Creta, segons diu Polibi.